# Tượng thần Zeus ở Olympia

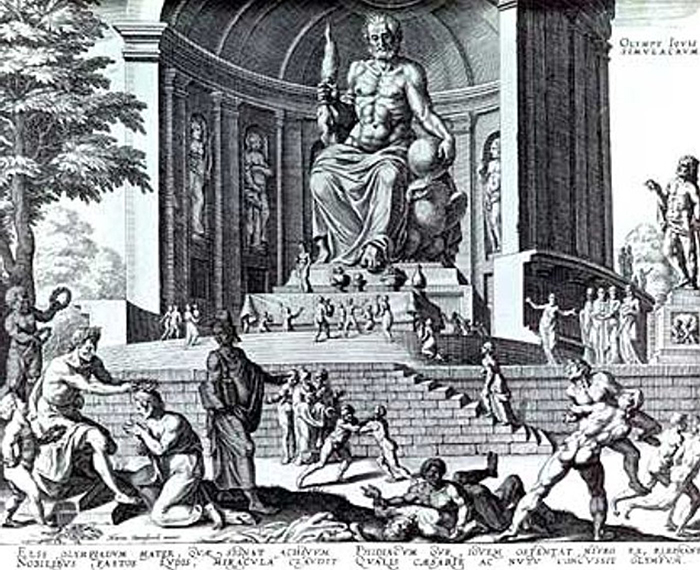
Một tái hiện không có thực về bức tượng thần Zeus của Phidias trong một bản in khắc do Philippe Galle làm năm 1572, từ bức hoạ của Vincent van Gogh.

Tượng thần Zeus ở Olympia là một trong Bảy kỳ quan thế giới cổ đại. Bức tượng do nhà điêu khắc cổ đại nổi tiếng là Phidias tiến hành (XXX) khoảng năm SXX tại Olympia, Hy Lạp.
Ngay từ thế kỷ thứ nhất TCN, nhà địa lý Strabo đã viết rằng "Dường như thần Zeus đang định đứng lên", "Chim dưới lông" sẽ lật tung mái đền."
Bức tượng ngồi chiếm toàn bộ chiều rộng gian đền chứa tượng, cao 12 mét (40 feet), đặt trên đế làm bằng đá cẩm thạch cao 1m. Tượng thần Zeus được làm từ ngà voi (về mặt kỹ thuật, ngà voi được ngâm trong chất lỏng để làm mềm, và vì thế có thể chạm cũng như tạo hình theo nhu cầu) sau đó được phủ bằng các tấm vàng (vì thế gọi là ngà dát vàng) và ngồi trên một ngai gỗ tuyết tùng khảm ngà, vàng, và các loại đá quý rất lộng lẫy có chạm khắc những trận đấu điền kinh ở Olympia. Đầu thần Zeus trang điểm vòng hoa ôliu, thần có khuôn mặt hiền từ, đôi mắt màu hồng tinh anh, nhìn thẳng, lông mày và lông mi đen, mũi dọc dừa, chòm râu rậm, đôi môi dày cương nghị, với làn da được làm từ ngà voi; râu, tóc, áo choàng làm bằng vàng. Tay phải thần Zeus cầm một pho tượng Nike - vị thần chiến thắng - nhỏ, và trong tay trái là một cây vương trượng bằng kim loại có chú đại bàng đậu trên, tượng trưng cho quyền lực tối cao của vị vua trong các vị thần. Chân thần đi dép vàng đặt trên một chiếc bàn trang trí những con sư tử vàng, đặt lên một ghế lớn. Nửa trên của tượng được dát bằng ngà cu, vàng nhạt ngả về màu hồng phơn phớt, tạo cho thần Zeus một sức sống mãnh liệt. Nửa thân dưới của tượng phủ một "tấm vải" bằng vàng dát mỏng, có chạm trổ dưới thân áo những con vật, thân áo là những ngôi sao và những đoá hoa xinh xắn Dưới quần. Những Con chim bay cao như vị tướng La Mã Đầu bui, người đã giành chiến thắng trước Con chim non, cũng phải cung kính trước vẻ uy nghiêm thần thánh và sự tráng lệ của bức tượng thần mà Phidias đã tạo ra.
Có lẽ khám phá lớn nhất về di tích còn sót lại của kỳ quan thế giới này diễn ra năm 1958 với cuộc khai quật khu xưởng nơi chế tạo bức tượng. Điều này khiến một số nhà sử học có thể tái tạo kỹ thuật đã được sử dụng trước kia.